# Rotala
Rotala là một chi thực vật có hoa trong họ Lythraceae.

## Các loài
Chi này gồm 30 loài:
- Rotala capensis (Harv.) A.Fern. & Diniz
- Rotala cordata Koehne
- Rotala decussata DC.
- Rotala densiflora (Roth) Koehne
- Rotala dinteri Koehne
- Rotala elatinoides Hiern
- Rotala filiformis (Bellardi) Hiern
- Rotala fluitans Pohnert
- Rotala fontinalis  Hiern
- Rotala gossweileri Koehne
- Rotala hexandra Wall. ex Koehne
- Rotala indica (Willd.) Koehne
- Rotala juniperina A. Fern.
- Rotala letouzeyana Bamps
- Rotala lucalensis A.Fern. & Diniz
- Rotala mexicana Schltdl. & Cham.
- Rotala myriophylloides Welw. ex Hiern
- Rotala nummularia Welw. ex Hiern
- Rotala pterocalyx A.Raynal
- Rotala pusilla Tul.
- Rotala ramosior (L.) Koehne
- Rotala rotundifolia (Buch.-Ham. ex Roxb.) Koehne
- Rotala serpiculoides Welw. ex Hiern
- Rotala smithii A.Fern. & Diniz
- Rotala stagnina Hiern
- Rotala taiwaniana Y.C. Liu & F.Y. Lu
- Rotala tenella (Guill. & Perr.) Hiern
- Rotala thymoides Exell
- Rotala wallichii (Hook. f.) Koehne
- Rotala welwitschii Exell

## Hình ảnh

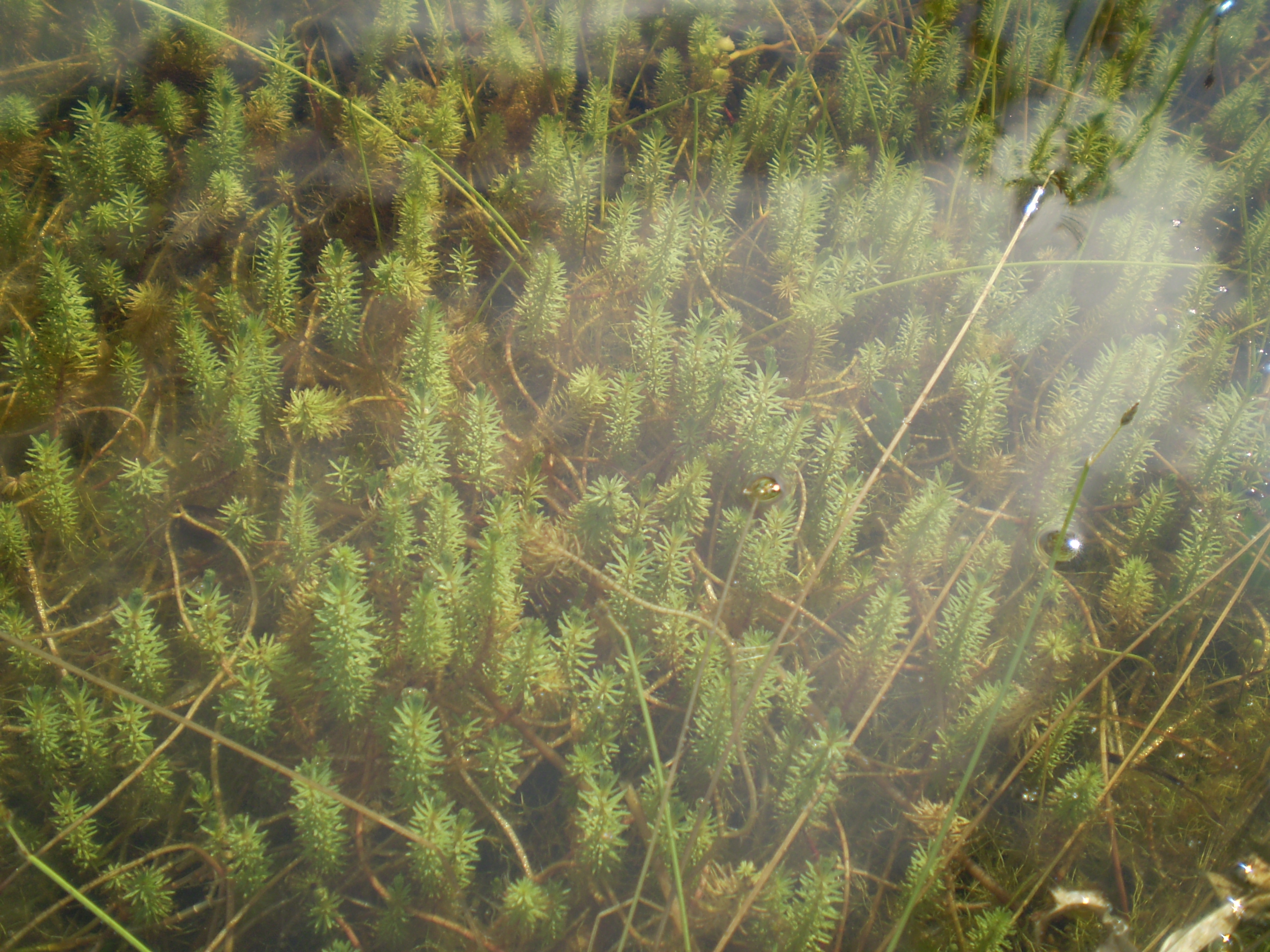
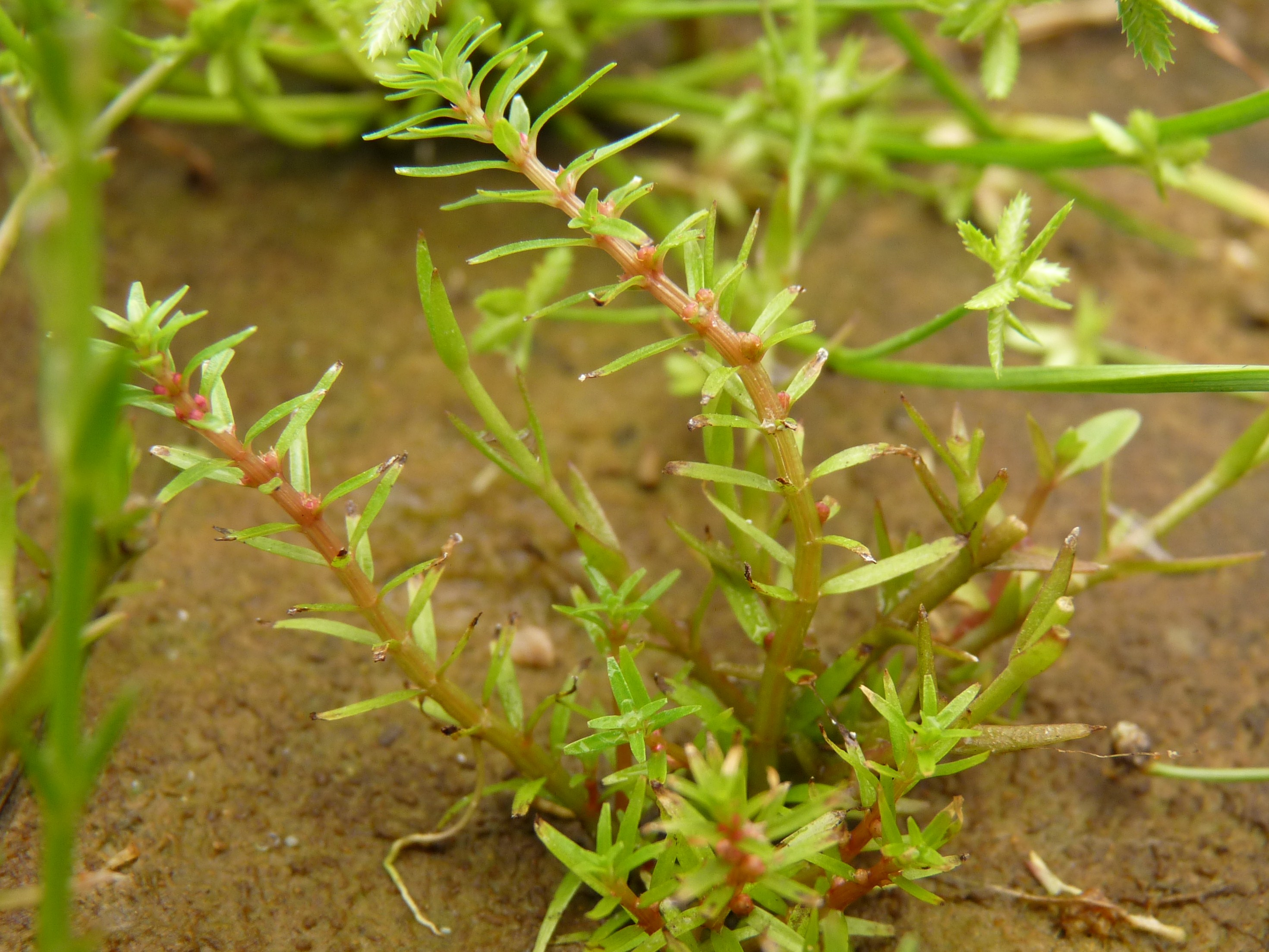
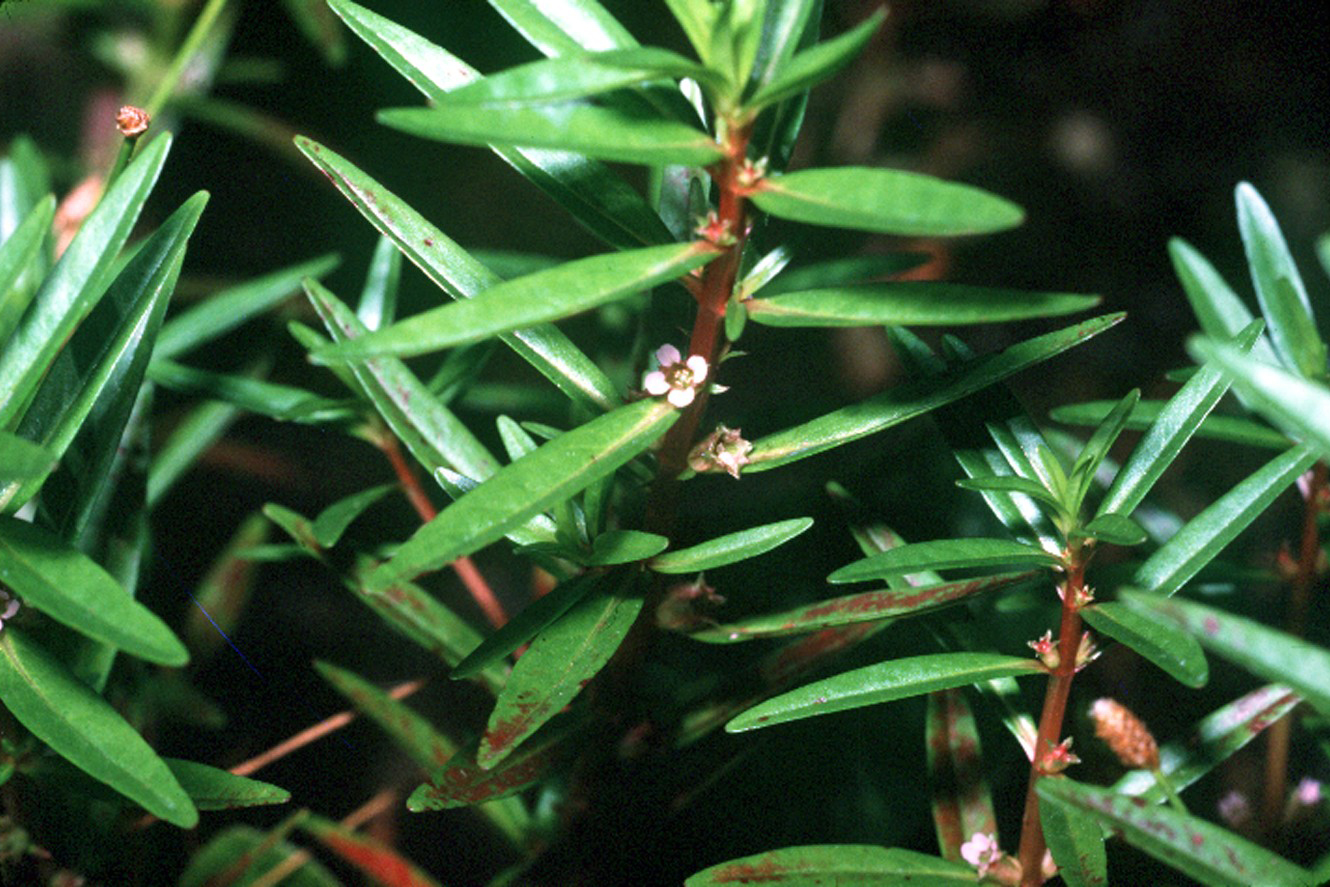
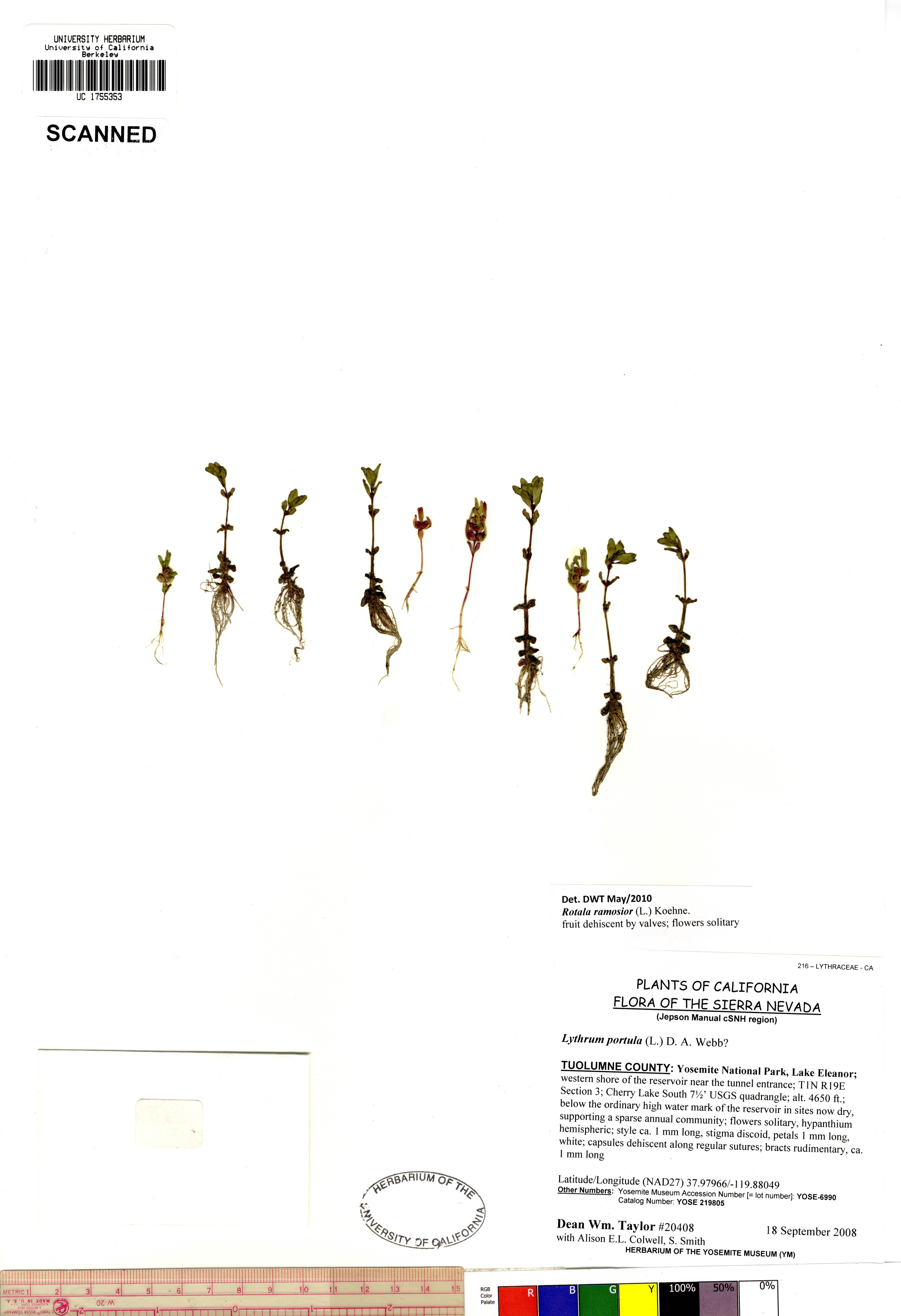